# Nazianzo
Nazianzo (em grego: Ναζιανζός; em latim: Nazianzus) é uma sé titular na antiga província romana da Capadócia.

## História
Nazianzo era uma pequena cidade cuja história é completamente desconhecida. Ela se tornou a aldeia turca de Nenizi, a oeste de Aksaray (antiga Arquelau), no distrito de Berkalar e próxima de Güzelyurt, na atual província de Aksaray (vilaiete de Cônia no Império otomano), às vezes incorretamente identificada como sendo a Diocesareia.

## História Eclesiástica
No início do século IV, Nazianzo era subordinada a Cesareia. Sob o imperador Valente, ela era parte da Capadócia Segunda, cuja capital era Tiana. Depois, ela ficou dependente da Capadócia Tércia e seu metropolita em Mocisso. Finalmente ela se tornou uma sé metropolita sob Diógenes.
Até o ano de 1200, quatorze de seus bispos eram conhecidos. O nome da vila está inseparavelmente ligado ao seu ilustre filho, poeta e doutor, Gregório de Nazianzo, filho de um antigo bispo local, e que se tornaria bispo de Constantinopla e é um dos Doutores da Igreja.

## Arianzo
Arianzo, por vezes confundida com Nazianzo, era uma propriedade da família de Gregório de Nazianzo, situada a pouca distância de Nazianzo, onde é hoje Güzelyurt (antiga Carbala), onde o imperador Teodósio I mandou construir uma igreja ainda existente para Gregório.